# Орлов-Давыдов, Анатолий Владимирович
Граф Анатолий Владимирович Орлов-Давыдов (13 ноября 1837, Санкт-Петербург — 19 декабря 1905) — генерал-лейтенант и Обер-шталмейстер из второго поколения Орловых-Давыдовых. Участник Кавказской войны, награждённый золотым оружием «За храбрость», благотворитель. Создатель поместья Мариенберг неподалёку от Ревеля.

## Биография
Граф Анатолий Владимирович родился в семье графа Владимира Петровича Орлова-Давыдова и Ольги Ивановны, дочери князя Ивана Ивановича Барятинского. Имел брата-близнеца Владимира. Крещены были 16 ноября 1837 года в Исаакиевском соборе. Братья получили домашнее образование. На службу поступили 15 января 1855 года юнкерами в 4 дивизион Кавалергардского полка. 22 февраля 1856 года Анатолий Владимирович произведён в корнеты.
25 января 1859 года граф Орлов-Давыдов был назначен для особых поручений к князю А. И. Барятинскому, главнокомандующему Кавказской армией. За участие в Дагестанской экспедиции награждён орденом Святого Станислава 3 степени с мечами и бантом. В 1859 году он был участником штурма аула Гуниб и пленения имама Шамиля, за что был удостоен ордена Святой Анны 3 степени с мечами и бантом. С апреля 1859 года — поручик. 15 ноября прикомандирован к 20 Стрелковому батальону. 21 января 1860 года переведён капитаном в батальон и командовал в нём 4 Кабардинской ротой. В 1861 году за участие в штурме аула Беной награждён золотым оружием .

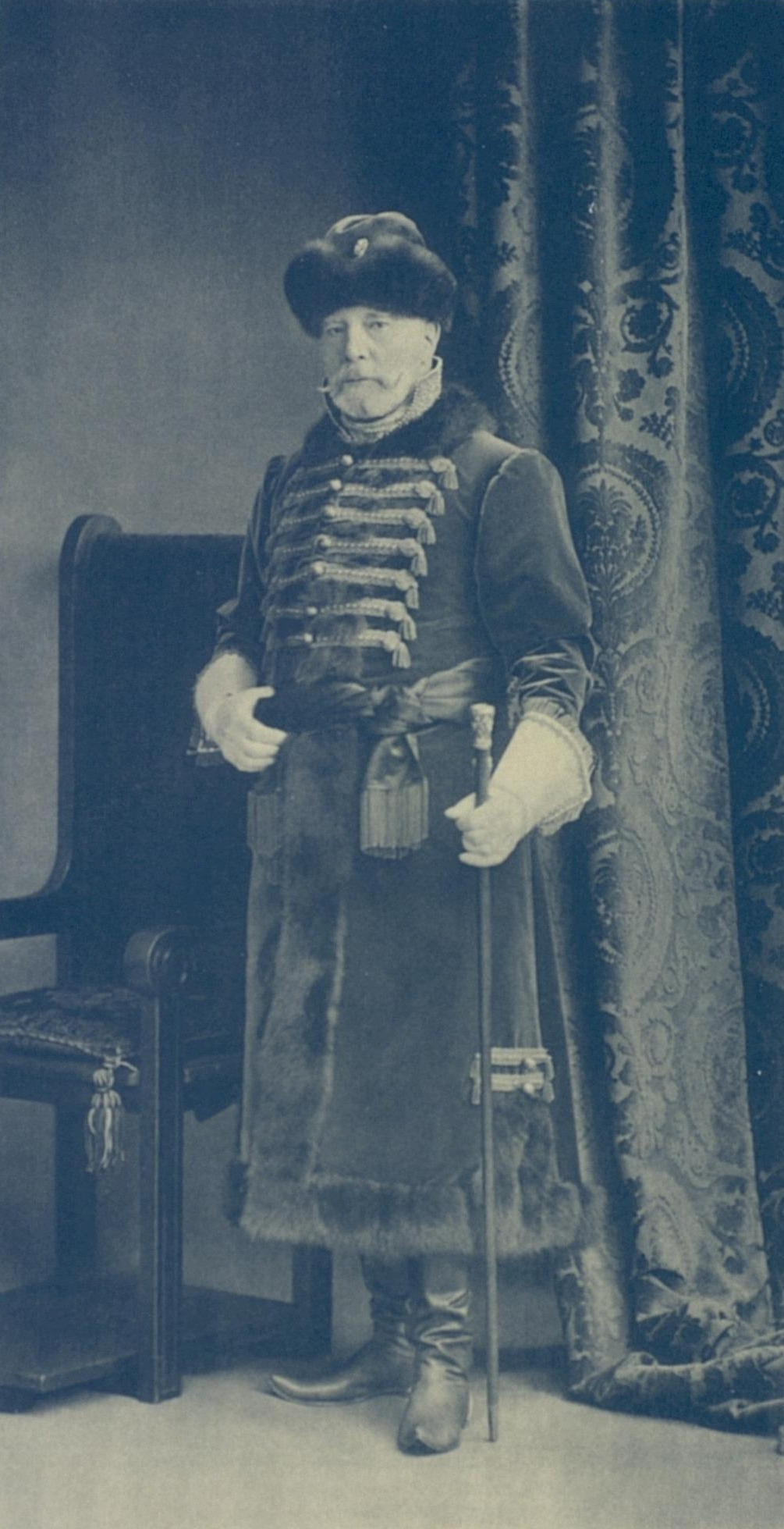
на костюмированном балу 1903 года (русский боярин XVII века)

В 1862 году за отличие по службе переведён в кавалергарды и назначен адъютантом к князю Барятинскому. С 1864 года — флигель-адъютант и полковник. С 1866 года состоял при министерстве Внутренних дел. В 1872 году граф Анатолий Владимирович произведён в генерал-майоры с назначением в свиту императора Александра II. Во время свадьбы великой княжны Марии Александровны состоял при принце Валлийском.
С 1875 года — командир 2 бригады 1-й Гвардейской кавалерийской дивизии. С 1876 по 1881 годы — первой бригады той же дивизии. С 30 августа 1884 года — генерал-лейтенант.
С 1882 по 1891 годы граф Орлов-Давыдов состоял обер-гофмейстером и президентом Московской дворцовой конторы (управления). В 1891 году пожалован обер-шталмейстером с переименованием в гражданский чин. Почётный мировой судья Самарского уезда. В 1892 году избран почётным членом Института экспериментальной медицины, избрание утверждено императором Александром III 15 января 1893 года.
Граф Орлов-Давыдов владел в Московской, Симбирской, Самарской, Тамбовской, Воронежской, Калужской, Орловской и Эстляндской губерниях 234 000 десятин земли. Ему принадлежали поместья Мариенберг и Отрада, а также два дома в Петербурге; за его женою числилось 500 душ.
Граф Анатолий Владимирович Орлов-Давыдов умер 19 декабря 1905 года и похоронен в семейной усыпальнице Орловых в имении Отрада.

## Благотворительная деятельность
В 1882 году Анатолий Владимирович пожертвовал 5 тысяч на учреждение капитала своего имени в Кавалергардском полку для выдачи ежегодно троим строевым унтер-офицерам, состоящим на сверхсрочной службе, по 83 руб. каждому. При начале войны с Японией пожертвовал на Красный Крест миллион рублей. В 1904 году во время войны с Японией граф Анатолий Владимирович Орлов-Давыдов выделил из своих средств 1 миллион рублей на постройку русского торпедного корабля.
Во всех имениях графа построены были церкви и в большинстве — школы и больницы. В 1899 году в селе Усолье учредил на собственные деньги частный приют для детей. В имении «Отрада» Московской губернии при фамильной усыпальнице существовало благотворительное заведение, основанное в 1852 году, с больницей, богадельней и общиною сестер милосердия из крестьянок.

Однако А. П. Чехов, владевший соседним имением Мелихово и обратившийся к графу Орлову-Давыдову во время вспышки холеры в Серпуховском уезде, писал: 
В Биаррице живет теперь мой сосед, владелец знаменитой Отрады, граф Орлов-Давыдов, бежавший от холеры; он выдал своему доктору на борьбу с холерой только 500 руб. Его сестра, графиня, живущая в моем участке, когда я приехал к ней, чтобы поговорить о бараке для её рабочих, держала себя со мной так, как будто я пришел к ней наниматься. Мне стало больно, и я солгал ей, что я богатый человек. …Бывают глупейшие и обиднейшие положения… .

## Награды
За время службы граф Анатолий Владимирович стал кавалером более 20 различных орденов, среди них не только русские, но и греческий, французский, итальянский, сербский, румынский, персидский и даже японский.
- Орден Святого Владимира 1 степени[4];
- орден Святого Александра Невского с бриллиантами;
- орден Белого Орла;
- орден Святой Анны 1 степени;
- орден Святой Анны 2 степени с мечами;
- орден Святой Анны с мечами и бантом;
- орден Святого Станислава 1 степени;
- орден Святого Станислава 3 степени с мечами и бантом;
- австрийский орден Железной короны 1 класса;
- прусский орден Красного орла 1 степени большой крест;
- прусский орден Короны 1 степени;
- французский орден Почётного легиона 1 степени большой крест;
- итальянский орден Святых Маврикия и Лазаря большой крест;
- итальянский Орден Короны 1 степени;
- вюртембергский орден Фридриха большой крест;
- греческий орден Спасителя 1 степени;
- гессенский орден Филиппа Великодушного большой крест за заслуги;
- орден Саксен-Эрнестинского Дома (командорский крест);
- румынский орден Звезды 1 степени;
- черногорский Орден Князя Даниила I 1 степени;
- сербский орден Такова 1 степени;
- болгарский орден Святого Александра 1 степени;
- персидский Орден Льва и Солнца 1 степени;
- японский орден Восходящего солнца 2 степени;

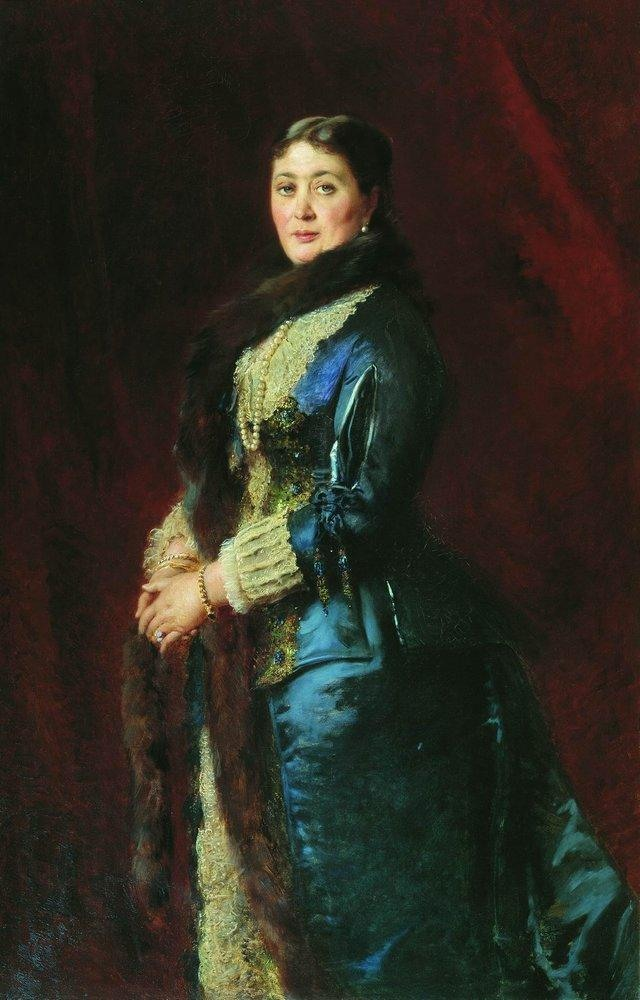
Жена на портрете кисти
Константина Маковского

- сиамский орден Короны 1 степени;
- золотая сабля «За храбрость»;
- медали.

## Семья
Был женат с 1864 года на фрейлине графине Марии Егоровне Толстой (1843—1895), дочери графа Е. П. Толстого (1802—1874). А. П. Чехов дал ей следующий отзыв: «Громадные бриллианты в ушах, турнюр и неуменье держать себя. Миллионерша. К таким особам испытываешь глупое семинарское чувство, когда хочется сгрубить зря.»
Согласно указанному источнику Мария Егоровна изображена на портрете Маковского Константина Егоровича (1839—1915).
В браке родились четыре сына и одна дочь:
- Владимир (28.08.1865[5]—1936), крещен 12 сентября 1865 года в церкви Царскосельского дворца при восприемстве деда графа В. П. Орлова-Давыдова и графини бабушки В. П. Толстой; стат. советник, землевладелец Никольской волости.
- Александр (1869—1935), стат. советник, землевладелец Рязанской волости; женат (с 10 ноября 1896 года) на фрейлине Марии Зографо, дочь Мария (1897—1922; в замуж. Ливен).
- Георгий (06.10.1870—16.01.1872[6]), умер от воспаления мозга.
- Алексей (1872—1935), член IV Государственной думы, прогрессист, масон высокой степени.
- Мария (20.07.1877[7]—1878).